# Juan Lozano Ruiz
Juan Lozano Ruiz (Cazorla, província de Jaén, 18 de juliol de 1901 - Valladolid, 18 d'agost de 1936) fou un enginyer de camins, canals i ports i polític socialista espanyol.
Amb vint-i-dos anys acaba a Madrid els estudis d'Enginyer de Camins, Canals i Ports. Treballà a la Confederació Hidrogràfica del Segura, a la del Guadalquivir i a la Diputació Provincial de Granada. A Granada va ingressar al PSOE on va conèixer a Fernando de los Ríos Urruti. Va ser diputat a Corts per Jaén a les tres legislatures republicanes. A les eleccions de 1936 va obtenir 138.163 vots d'un total de 274.114 votants, amb 359.482 electors censats.
El 1934 es detecta un preocupant flux d'armes entre els partits d'esquerra, que el govern pretén atallar, agents de la comissaria de Cuatro Caminos a Madrid, descobreixen en un solar al carrer San Enrique, un dipòsit de 616 pistoles i 80.000 cartutxos, i foren detinguts en el lloc diversos elements de la Casa del Pueblo, qui confessaren l'existència d'un altre dipòsit al domicili del diputat socialista per Jaén, on el 14 de juny hi trobaren cinquanta-quatre pistoles, setanta-cinc amb els seus carregadors i un altre de recanvi i mil sis-centes càpsules de munició i material de propaganda per a la vaga de camperols.
| « | "El Socialista" assenyala: <<El descobriment de Cuatro Caminos és un incident de proporcions molt relatives. Que guardi bé aquestes pistoles el Govern. Però que no pensi que amb això ha resolt algun problema. Les coses segueixen com abans>> | » |
| — | |   |

En produir-se cop d'estat del 18 de juliol, l'executiva del partit li va ordenar que es traslladés a Valladolid per tal d'alertar als treballadors del ferrocarril. Allí va ser detingut i jutjat en consell de guerra, resultant condemnat a mort i executat al costat del també diputat socialista José Maestro San José.